# Fombio
Fombio (lombardul: Fumbi, helyi nyelvjárásban Fombi) település Olaszországban, Lombardia régióban, Lodi megyében. Lakosainak száma 2254 fő (2023. január 1.). Fombio Guardamiglio, San Fiorano, San Rocco al Porto, Somaglia, Codogno és Santo Stefano Lodigiano községekkel határos.

## Népesség
A település lakossága az elmúlt években az alábbi módon változott:
| Lakosok száma | 2314 | 2325 | 2254 |
|               | 2017 | 2018 | 2023 |